# Máximo Tafur
Máximo Tafur (Lima, 1859 - Huamachuco, 10 de julio de 1883) fue un militar peruano, coronel que participó en la Campaña de la Breña de la Guerra del Pacífico.
A su mando estuvo el ataque a la guarnición chilena de La Oroya en julio de 1882. Asistió a la batalla de Huamachuco como jefe de la 3.ª división del Ejército del Centro donde murió en combate a los 24 años.
Su padre, el coronel Manuel Tafur, fue jefe de Estado Mayor del Ejército del Centro y falleció también en la batalla de Huamachuco a los 67 años.
Los restos de padre e hijo reposan en la Cripta de los Héroes en el cementerio Presbítero Maestro en Lima.